# Iñigo González de Heredia
Pour les articles homonymes, voir Inigo.
Iñigo González de Heredia (né le 15 mars 1971 à Gasteiz) est un ancien coureur cycliste espagnol. Professionnel de 1994 à 1999 au sein des équipes Euskadi puis Vitalicio Seguros, il a été champion d'Espagne du contre-la-montre en 1996.

## Palmarès

### Palmarès amateur
- 1991
  - 3e du Tour de Zamora
- 1993
  - Tour du Goierri
  - Mémorial Rodríguez Inguanzo

### Palmarès professionnel
- 1996
  -  Champion d'Espagne du contre-la-montre
- 1997
  - 1reb étape du Tour de La Rioja (contre-la-montre par équipes)
- 1998
  - Mémorial Manuel Galera

## Résultats sur les grands tours

### Tour d'Espagne
3 participations
- 1995 : 70e
- 1996 : abandon (18e étape)
- 1997 : abandon (7e étape)